# Pseuduvaria megalopus
Pseuduvaria megalopus är en kirimojaväxtart som först beskrevs av Karl Moritz Schumann, och fick sitt nu gällande namn av Yvonne C.F. Su och Mols. Pseuduvaria megalopus ingår i släktet Pseuduvaria och familjen kirimojaväxter. Inga underarter finns listade i Catalogue of Life.